# George Lewis (clarinettiste)
Pour les articles homonymes, voir George Lewis (homonymie) et Lewis.
George Lewis né le 13 juillet 1900 à La Nouvelle-Orléans, mort le 31 décembre 1968 est un clarinettiste et saxophoniste de jazz américain.

## Carrière
Après avoir appris la clarinette avec un fifre en fer blanc «penny whistle» il joue dans divers groupes de sa ville natale et en 1923 il entre dans l'orchestre de Red Allen. Il joue à l'occasion dans des orchestres de parade tels l'Eureka brass band ou le Young tuxedo. Il joue en 1928 dans l'orchestre d'Arnold Dupas et en 1932 travaille avec Even Thomas en Louisiane. Le groupe dissous, il trouve un poste de débardeur au port puis joue dans des parades. Il décroche un solide engagement dans le club Harmony Inn. En 1942 il enregistre avec Bunk Johnson puis en 1943 il monte un orchestre avec Kid Howard. En 1945 il joue à New York au Stuyvesant Casino puis retourne en 1946 à La Nouvelle-Orléans. Il fait des tournées en Europe en 1957-1959, au Japon en 1964.
George Lewis est l'un des acteurs majeurs du courant New Orleans Revival des années 1940 et 1950.

## Source
- André Clergeat, Philippe Carles Dictionnaire du jazz Bouquins/Laffont 1990 p.604